# Hallein
Hallein je grad u Austriji u saveznoj državi Salzburg. Grad je i administrativni centar kotara Hallein.

## Zemljopis
Nalazi se južno od grada Salzburga, leži na obalama rijeke Salzacha i u podnožju masiva Untersberg, blizu državne granice s Njemačkom. Hallein je glavni grad administrativni centar kotara Hallein i s populacijom od 20.769 stanovnika drugi je grad po veličini u saveznoj državi Salzburg.

## Povijest
Grad je u prošlosti bio poznat po rudnicima soli na visoravni Dürrnberg, koji su se iskorištavali već u brončano doba. 600. godine pr. Kr. područje Halleina naseljavaju Kelti a 15. godine pr. Kr. dolaze Rimljani. Ime grada dolazi iz Keltske riječi hall koja znači sol. Ime Hallein se koristi od 13. stoljeća.

## Vanjske poveznice
- Službene stranice Halleina